# Rostov Arena
Rostov Arena nogometni je stadion u Rostovu na Donu, u Rusiji. Sagradio se za potrebe nogometnog kluba Rostov, a na njemu se odigralo pet utakmica tijekom Svjetskog prvenstva u nogometu 2018. kojem je Rusija bila domaćin.

## Vanjske poveznice
- Službene stranice  Arhivirana inačica izvorne stranice od 6. kolovoza 2020. (Wayback Machine) (rus.)